# Krîva Ruda, Semenivka
Krîva Ruda (în ucraineană Крива Руда) este o comună în raionul Semenivka, regiunea Poltava, Ucraina, formată numai din satul de reședință.

## Demografie
Componența lingvistică a comunei Krîva Ruda
     Ucraineană (98,36%)
     Rusă (1,19%)
     Alte limbi (0,37%)
Conform recensământului din 2001, majoritatea populației comunei Krîva Ruda era vorbitoare de ucraineană (98,36%), existând în minoritate și vorbitori de rusă (1,19%).